# 帕特里卡
帕特里卡（義大利語：Patrica），是意大利弗罗西诺内省的一个市镇。总面积27.03平方公里，人口3128人，人口密度115.7人/平方公里（2009年）。ISTAT代码为060048。